# Village préhistorique de Cambous
Le village préhistorique de Cambous est un site préhistorique du Néolithique final (Âge du cuivre) situé à Viols-en-Laval, dans le département de l'Hérault. Il appartient au groupe des villages préhistoriques de la culture dite de Fontbouisse. C'est le plus vieux village néolithique de France retrouvé dans un tel état de conservation.

## Historique
Le site est découvert par Henri Canet, frère des écoles chrétiennes, en 1967 au cours d'une prospection de surface. L'emplacement est alors menacé par la construction d'une route devant desservir un futur lotissement. Ce projet ne verra jamais le jour car l'ensemble du plateau de Cambous est acquis par le Ministère de la Défense afin de constituer un terrain de manœuvres.
La Société languedocienne de préhistoire qui a pour mission la recherche scientifique et de médiation archéologique gère et anime depuis 1976 l'archéosite de Cambous.
En 1983, une cabane est entièrement reconstituée sur le site dans un souci pédagogique,.

## Site
Le site s'étend sur une superficie d'environ 1 ha. Il appartient à un plus vaste ensemble de sites néolithiques délimité par un quadrilatère qui s'étend sur 5 km d'est en ouest, entre Viols-le-Fort et Cazevieille, et sur 2 km du nord au sud, où ont été recensés quinze stations chalcolithiques, quatorze dolmens et une trentaine de cabanes isolées.
Le village de Cambous est constitué de quatre groupes de cabanes, chaque groupe étant situé de 50 m à 100 m des autres, comme des hameaux distincts. Seuls deux groupes, dits groupes A et B, sont bien conservés, les deux autres groupes ayant servi de carrière de pierres pour construire deux fours à chaux situés à proximité. Chaque groupe est constitué de huit à dix cabanes agglutinées les unes aux autres, soit un total de 35 à 40 cabanes. Des passages directs d'une cabane à l'autre existent sans espace de circulation intermédiaire. Les constructions des groupes A et B ont été préservées par l’effondrement des murs de l'extérieur vers l'intérieur, constituant des tumulus à faible relief où la couche archéologique a été préservée de l'érosion. Le groupe A est le mieux conservé ; dix constructions y ont été entièrement dégagées.
Le village, avec ses cabanes regroupées, a coexisté avec des cabanes éparses dans les alentours immédiats. Cette dispersion de l'habitat, son implantation en terrain plat, l'absence de structures de défense (fossés, murs), indique une période de sécurité.

## Architecture

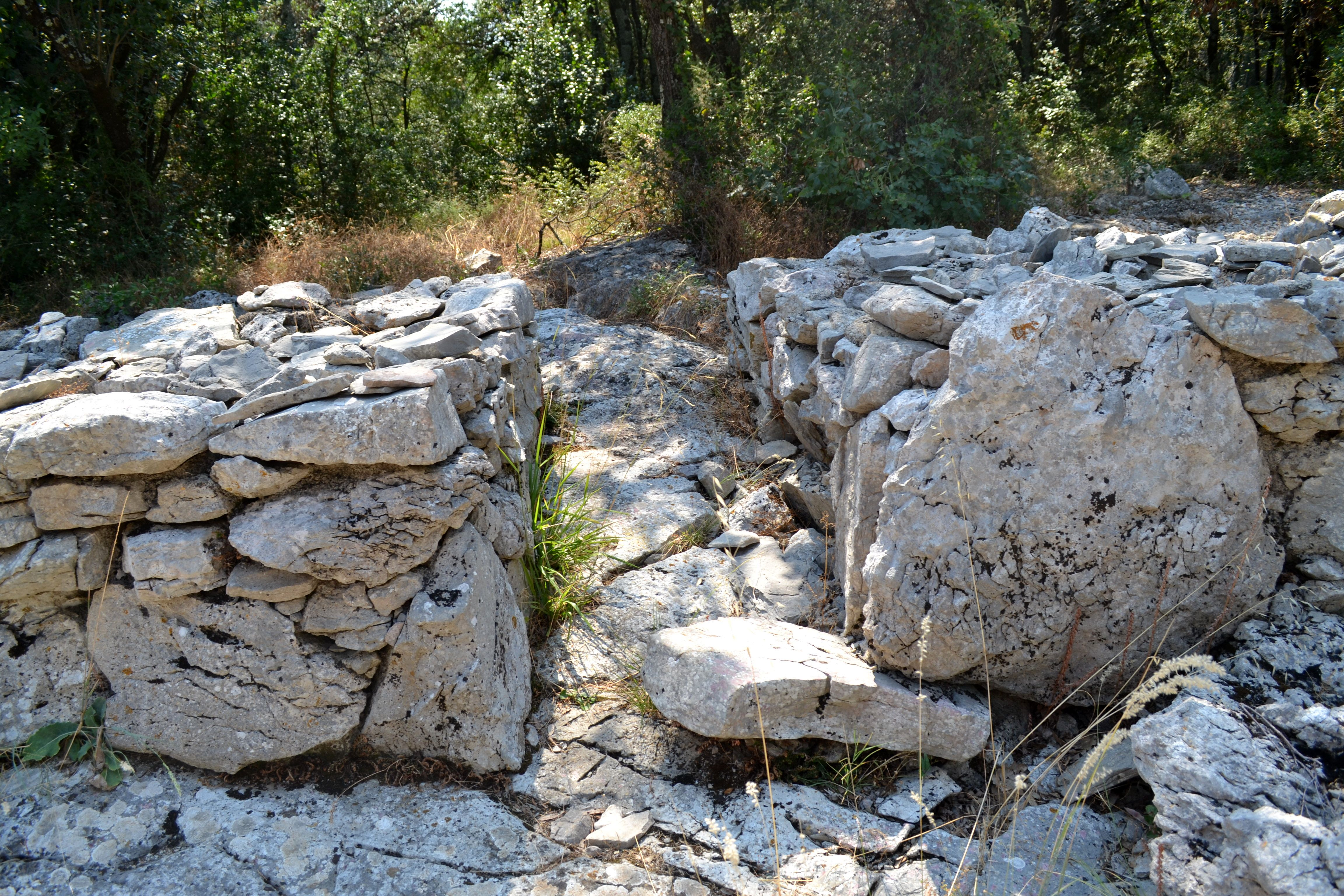
Entrée ouest de la cabane no 11.

Les cabanes sont de forme rectangulaire à ovale, très allongées. Elles comportent des absides en demi-cercle à chaque extrémité. Leur longueur intérieure varie de 8 m à 24 m. La cabane no 11, la mieux étudiée, mesure en moyenne 20,50 m de long sur 5,30 m de large. Les murs ont été élevés directement sur le sol naturel, sans fondation, donc soit sur l'argile soit sur le rocher sous-jacent. Les murs sont épais de 1 m à 2,50 m, pour une hauteur comprise entre 1 m et 2,50 m. Ils ont été construits selon la méthode du double parement, avec entre les deux parois un remplissage fait d'un bourrage de blocs en pierre disposés sans ordre. Le parement interne est beaucoup mieux appareillé que le parement externe, avec des dalles plates disposées sur chant de manière régulière.
Les portes sont étroites (0,50 m de largeur) et leurs angles sont généralement soulignés par des orthostates de petite taille. Chaque cabane comporte généralement une porte dans l'axe longitudinal (au nord ou au sud), à l'abri des vents dominants, et éventuellement une porte latérale ouvrant sur l'extérieur ou sur une cabane mitoyenne. Les couloirs traversant les murs et joignant deux cabanes sont généralement dallés, alors que le dallage des pièces est rare : quelques mètres carrés dans la cabane no 11 (groupe B) et devant l'entrée de la cabane no 2 (groupe A). L'absence d'humidité et la grande perméabilité du sol permettaient sans doute de s'en dispenser.

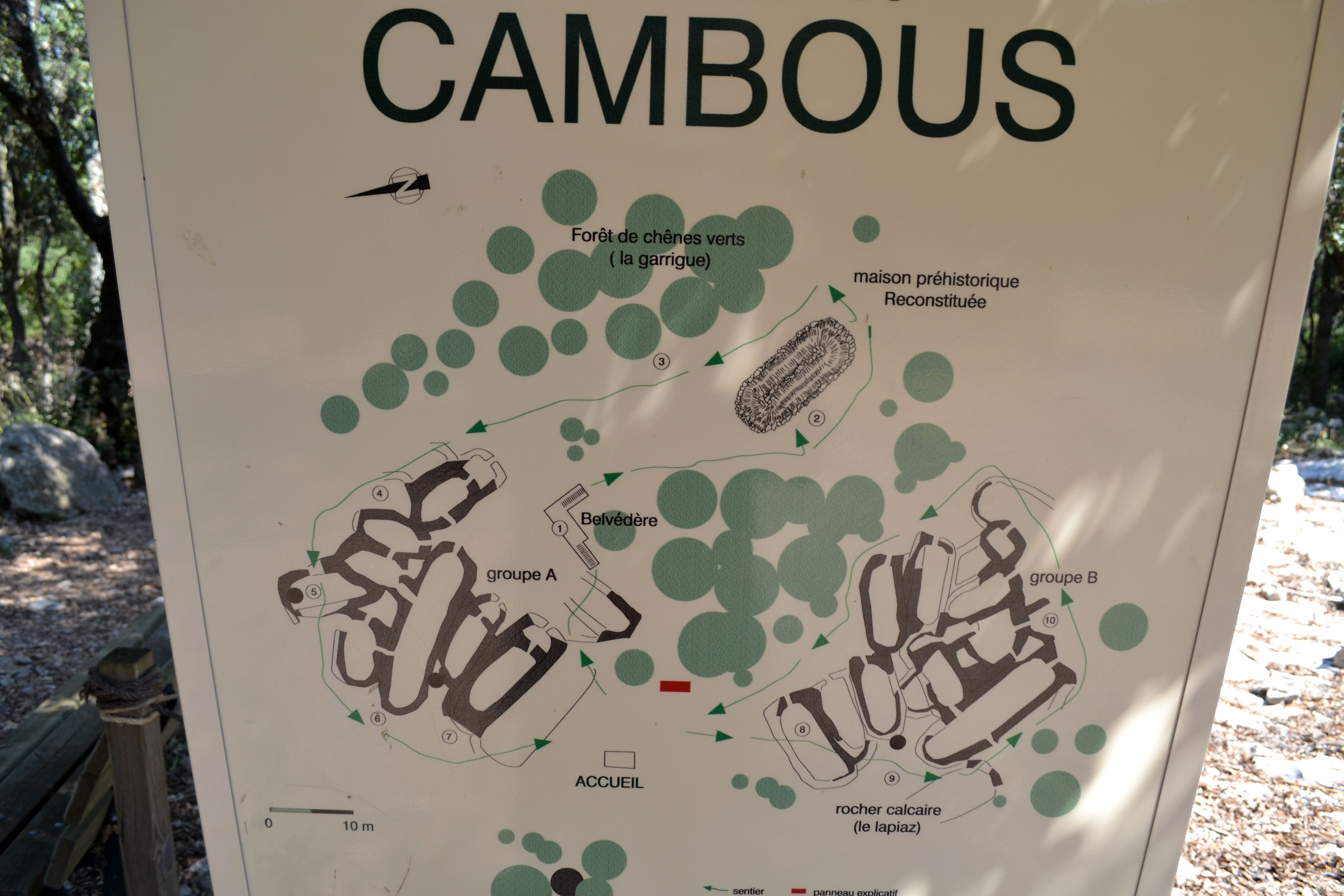
Plan général du site.
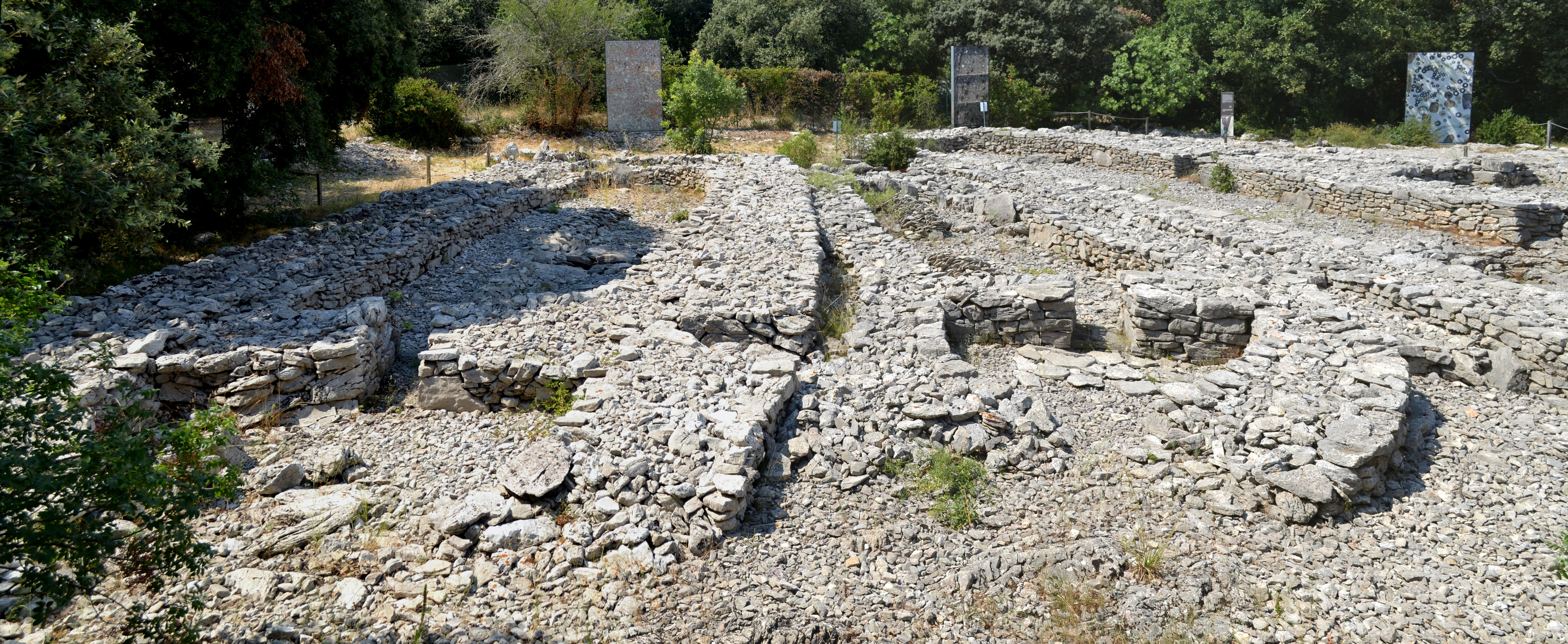
Cabanes du groupe A.
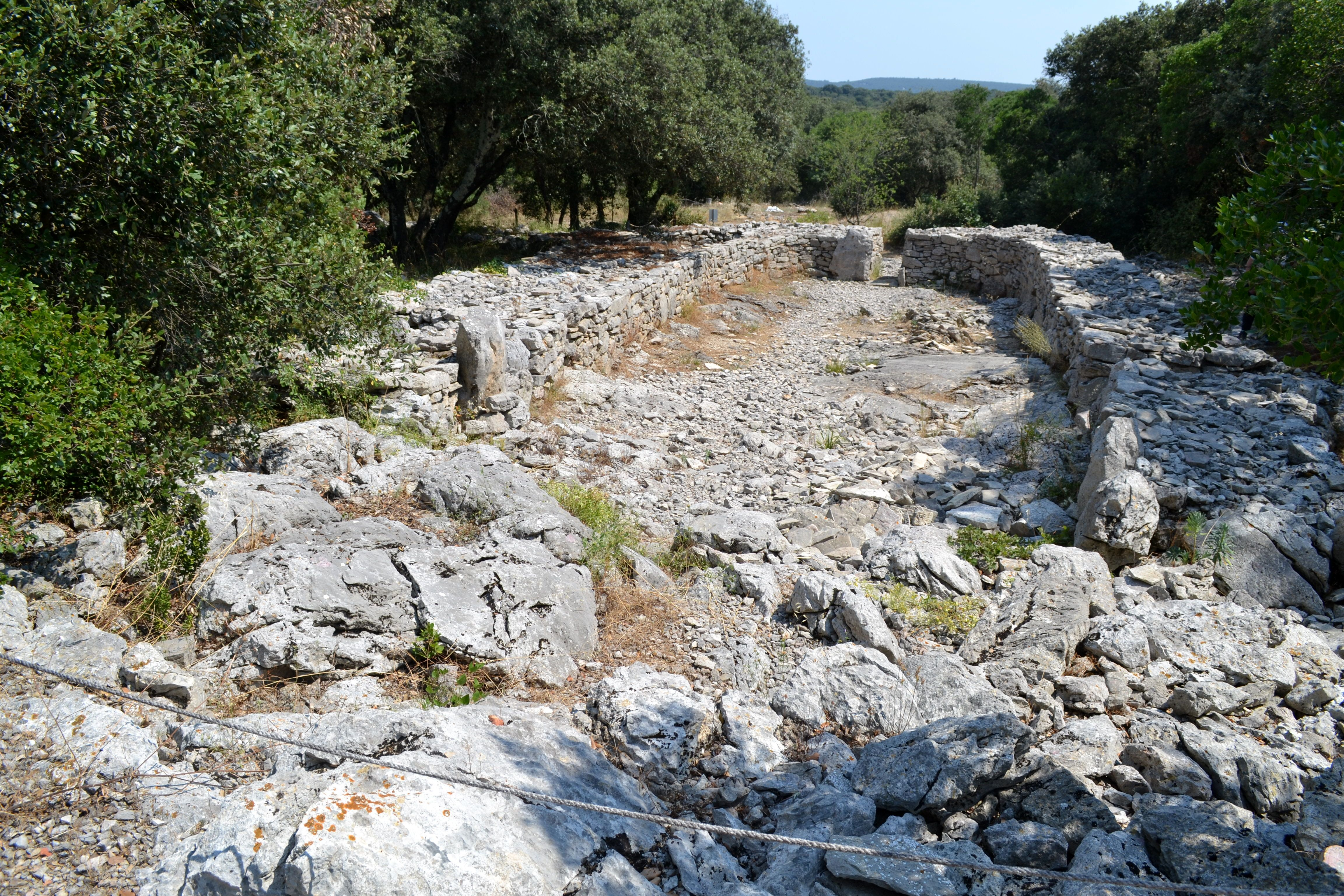
Cabane no 11.

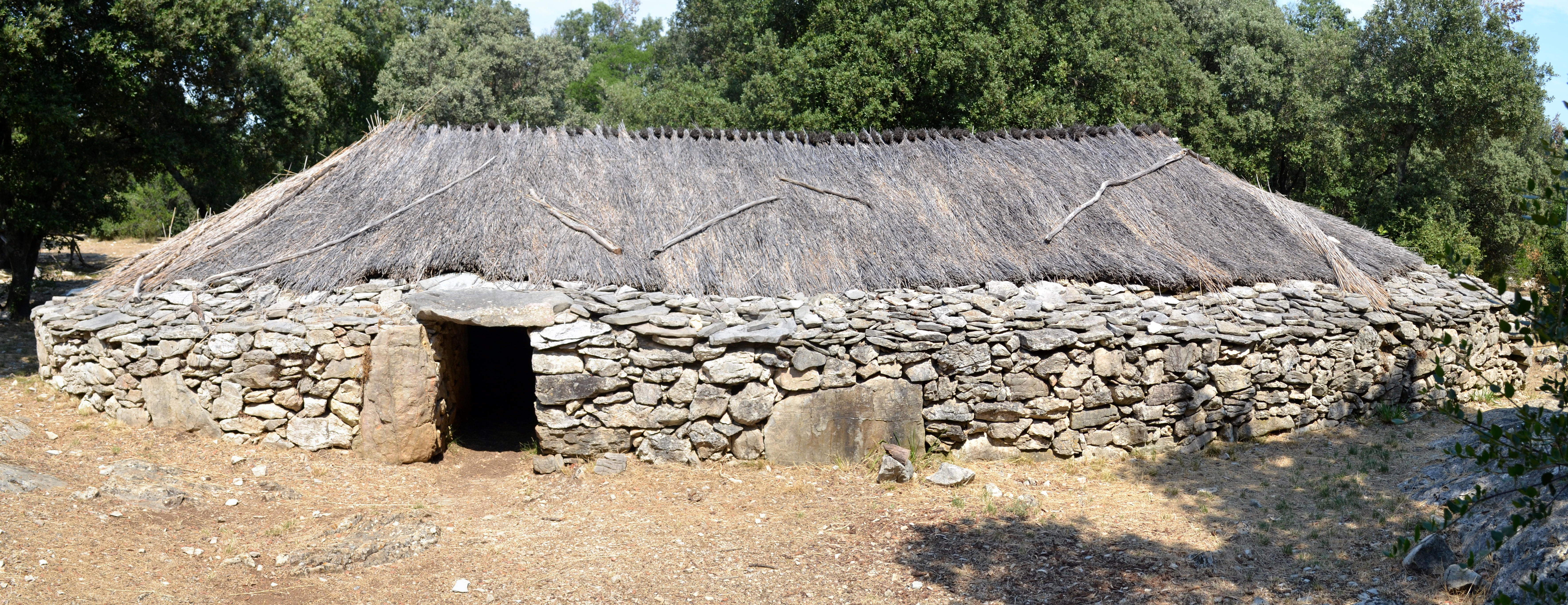
Extérieur de la cabane reconstituée.
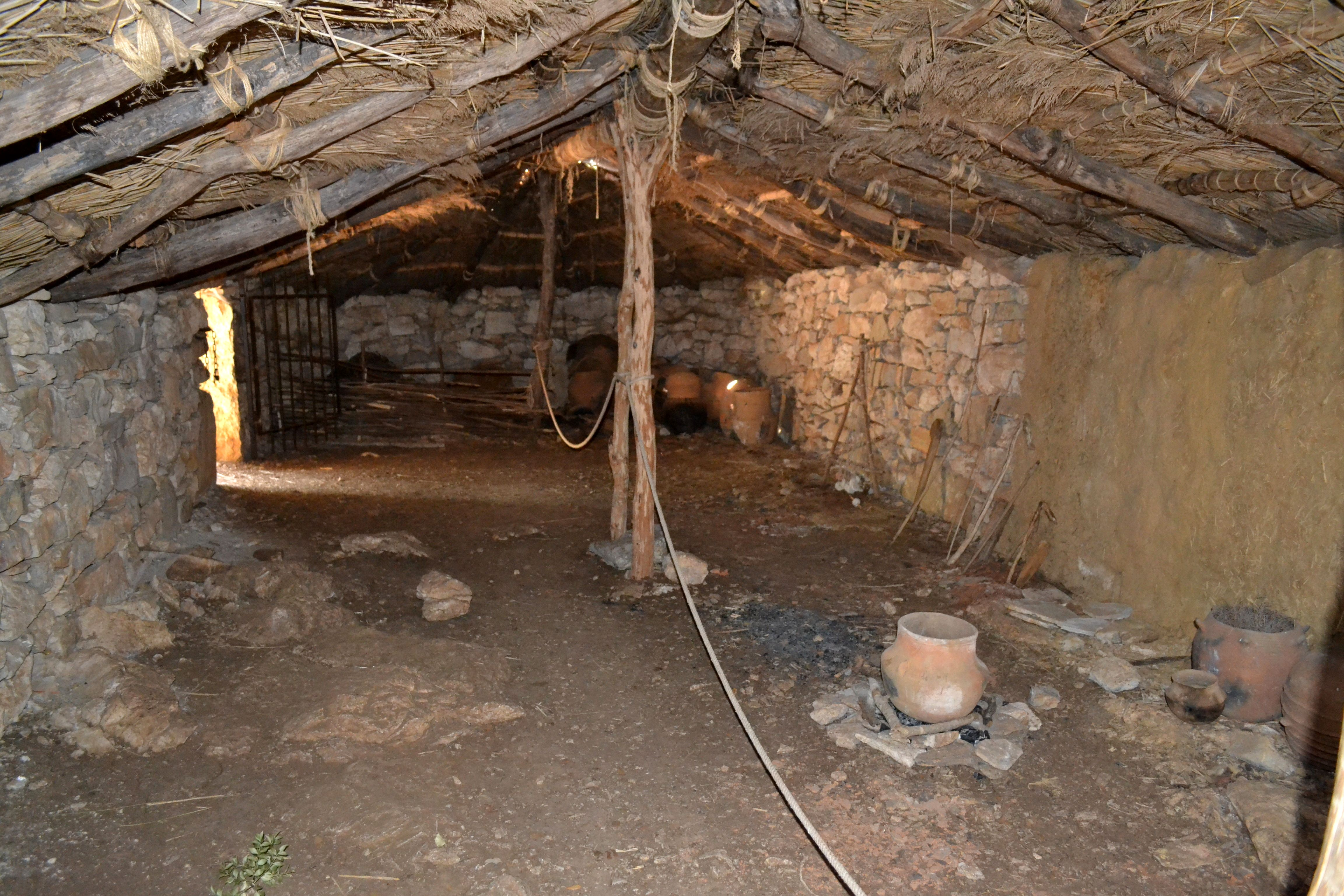
Intérieur de la cabane reconstituée.

Aucune preuve archéologique ne permet d'envisager l'existence de superstructures en bois qui auraient constitué des étages, mais l'hypothèse ne peut être totalement exclue. La toiture des bâtiments était en grande partie végétale, complétée par de minces lauzes en calcaire tendre provenant d'un gisement situé plus au nord dans la cuvette de Saint-Martin-de-Londres. Les lauzes étaient plus abondantes dans les cabanes de petite taille (cabanes no 4 et 5). Les végétaux utilisés étaient peut-être des bottes de graminées poussant localement dans la garrigue, ou des roseaux récoltés près des cours d'eau. Des trous de poteaux retrouvés avec leurs blocs de calage attestent que les toitures reposaient sur des charpentes sommaires, soutenues par des poteaux dressés à intervalles réguliers d'environ 4 m dans l'axe longitudinal des cabanes.
L'étude des constructions a révélé que la disposition de plusieurs cabanes avait été remaniée au cours du temps : certaines ont été agrandies, d'autres raccourcies. La cabane no 3, qui à l'origine mesurait déjà 18 m de longueur, fut prolongée ultérieurement de 6 m sans changer la largeur.
Ces maisons pouvaient abriter de 5 à 20 personnes. En supposant que toutes les maisons furent occupées en même temps, le village a pu accueillir de 200 à 300 personnes. Une occupation sporadique du site est attestée après son abandon par la population fontbuxienne mais le village était probablement déjà en ruine au début de l'Âge du bronze.

## Organisation de l'habitat
Dans les cabanes no 1 et 2, l'habitat était partagé en deux parties principales avec le foyer au centre. C'est dans la partie nord de ces cabanes que les archéologues ont retrouvé le plus de débris de céramiques et quelques outillages en silex (armatures de flèches, grattoirs, couteaux) et en os (perçoirs, lissoirs) et quelques éléments de parure (en pierre, os et coquillage). Cet espace correspond probablement au lieu de stockage des réserves alimentaires, alors que l'espace situé au sud, près de la porte de sortie, très pauvre en vestiges matériels, devait correspondre à l'aire de repos nocturne.
Dans la cabane no 3, une banquette rocheuse a servi de siège pour un tailleur de silex comme l'attestent les nombreux percuteurs, nucléus, blocs et éclats retrouvés sur place. Des restes de foyers, de cuisine et de l'outillage ont aussi été retrouvés à l'extérieur et à proximité des habitats, ce qui prouve que la vie quotidienne s’organisait aussi en dehors des habitats.

## Matériel archéologique
Le sol du site est un lapiaz et comporte plusieurs petits avens. Certains avens furent aménagés par la construction de murettes. Ces aménagements laissent penser qu'ils servirent de resserres, puis plus tardivement de dépotoirs, livrant aux archéologues un abondant matériel. Il en est ainsi d'un puits de section ovale (2 m sur 1 m), profond de 4 m situé au nord de la cabane no 11. Les débris de 18 vases y ont été recueillis.

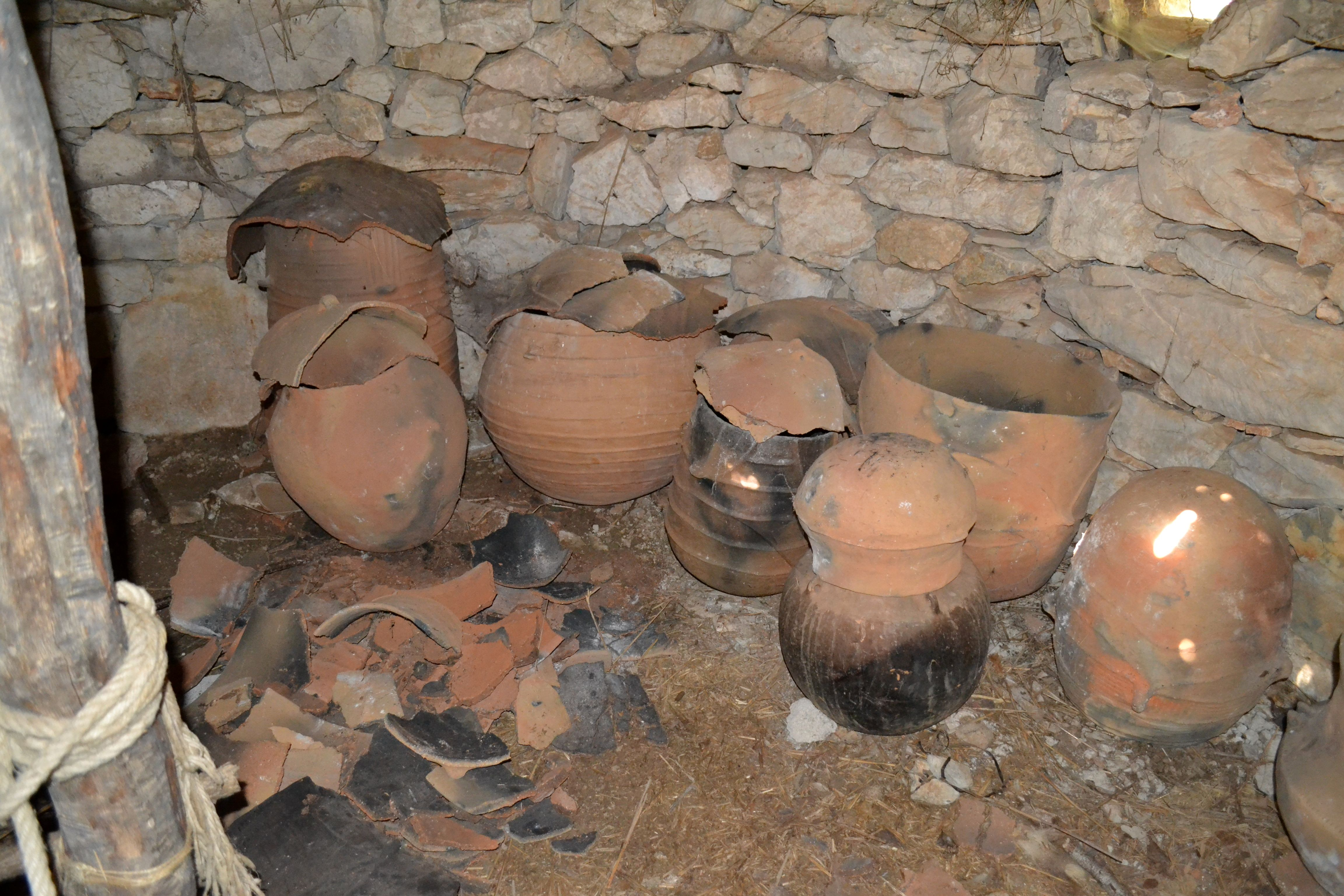
Copies de vases cylindriques.

Le matériel archéologique découvert se compose principalement de tessons de céramique, extrêmement fragmentés. La cabane no 11 a livré plus de 400 kg de céramique. Cette céramique a été reconnue comme appartenant à culture dite de Fontbouisse. Elle a été fabriquée avec une argile locale à laquelle fut ajouté un dégraissant (calcaire local ou calcite) soigneusement broyé. Les petites céramiques ont parfois été polies avec un objet dur, les grandes céramiques bénéficiant d'un polissage moins soigné avec les doigts. Toutes les céramiques de Cambous sont à fond rond. Les formes sont simples et les moyens de préhension sont de simples anses en boudin ou des boutons.
Le matériel lithique est composé d'outils bruts tirés de galets de rivière (percuteurs) et de silex finis (armatures de flèches foliacées, grattoirs épais). Deux haches entières et des fragments de trois autres haches ont été retrouvés dans des fentes murales de la cabane no 2. Les meules granitiques découvertes ont pu servir aussi bien à broyer du grain pour confectionner de la farine, que de la calcite intégrée comme dégraissant aux céramiques.
Les objets en cuivre retrouvés sont très rares. Ils incluent un beau poignard (cabane no 12), un coin (cabane no 11), des aiguilles, un ciseau et quelques perles de collier (cabanes no 3 et 11). Sur les dix-sept objets en cuivre découverts, l'analyse métallurgique a révélé que trois objets avaient été confectionnés avec du minerai originaire des Cévennes, sept avec du minerai originaire de la Montagne Noire (secteur de Cabrières-Péret), et les autres avec un mélange des deux minerais ou par refonte d'objets antérieurs.

## Vie quotidienne
Le volume de pierres utilisé pour construire des murs d'une épaisseur qui va au-delà des simples considérations de solidité, laisse entendre que la construction des cabanes était précédée d'un épierrement systématique du site d'occupation afin de faciliter le pacage ultérieur du bétail.
L'étude du matériel archéologique retrouvé montre que le village préhistorique de Cambous est un village typique du Néolithique languedocien, où l'agriculture et la domestication du bétail sont déjà bien connues. On y consomme des céréales (blé et orge) broyées ou grillées. La chasse ne fournit plus qu'un cinquième des viandes consommées. Les ossements d'animaux retrouvés sont très majoritairement des ossements d'animaux domestiques (bœuf, mouton, porc, chèvre, chien) avec une nette prédominance du mouton et de la chèvre. Ils portent des traces de cuisson et de découpage très nettes.
Plusieurs dolmens (dolmen de Cambous, dolmen de la Draille) et sépultures ovales (tombes de Cazarils) ont été retrouvées aux alentours immédiats du village de Cambous. Dans le village même, l'unique sépulture découverte est celle d'un nouveau-né déposé dans un vase à proximité de la cabane no 11.